# Freiburger Zeitschrift für Philosophie und Theologie
Die Freiburger Zeitschrift für Philosophie und Theologie (FZPhTh) ist eine in Freiburg im Üechtland (Schweiz) herausgegebene philosophische Zeitschrift. Sie wurde 1886 von Dominikanern gegründet. Zunächst trug die Zeitschrift den Namen Jahrbuch für Philosophie und spekulative Theologie, ab 1914 den Namen Divus Thomas und seit 1954 den heutigen Namen Freiburger Zeitschrift für Theologie und Philosophie. Die Zeitschrift erscheint halbjährlich. Gegenwärtig sind die Herausgeber Johannes Brantschen, Ruedi Imbach und Guido Vergauwen.